# Budownictwo Okrętowe

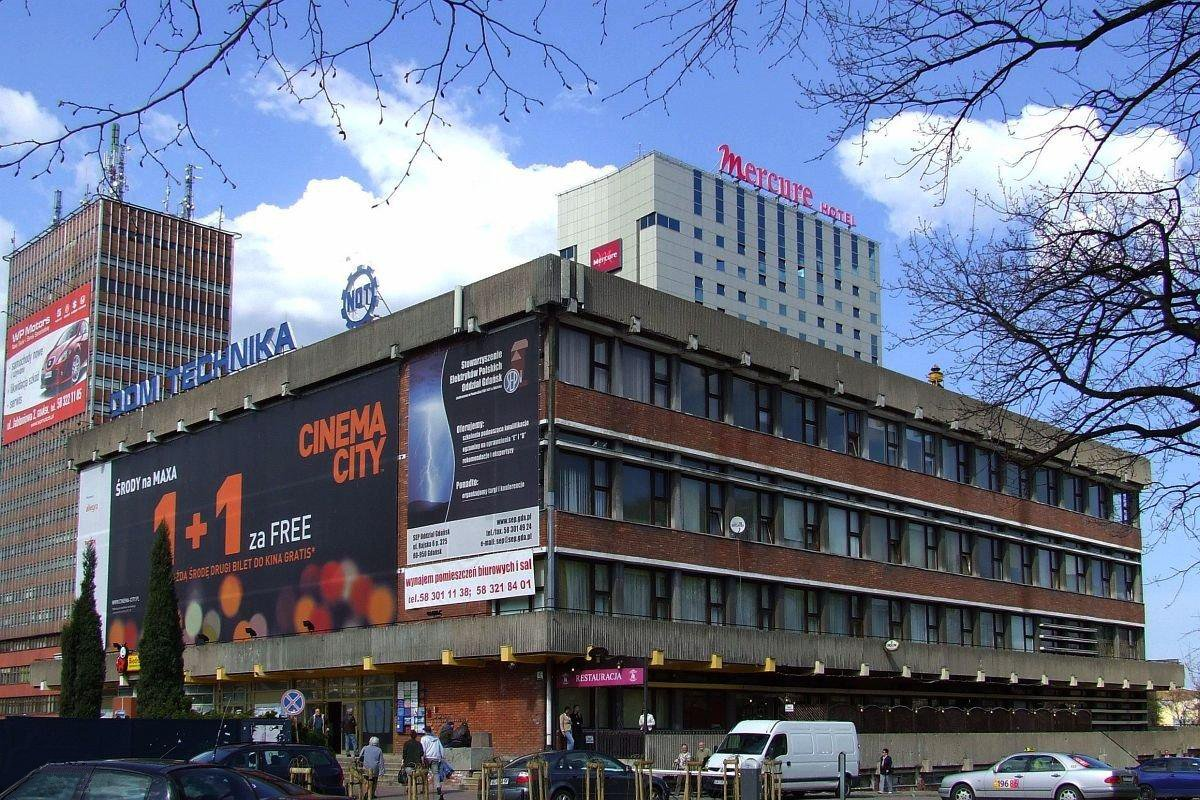
b. siedziba redakcji BO w Domu Technika NOT w Gdańsku przy ul. Rajskiej 6 (1975-1992)

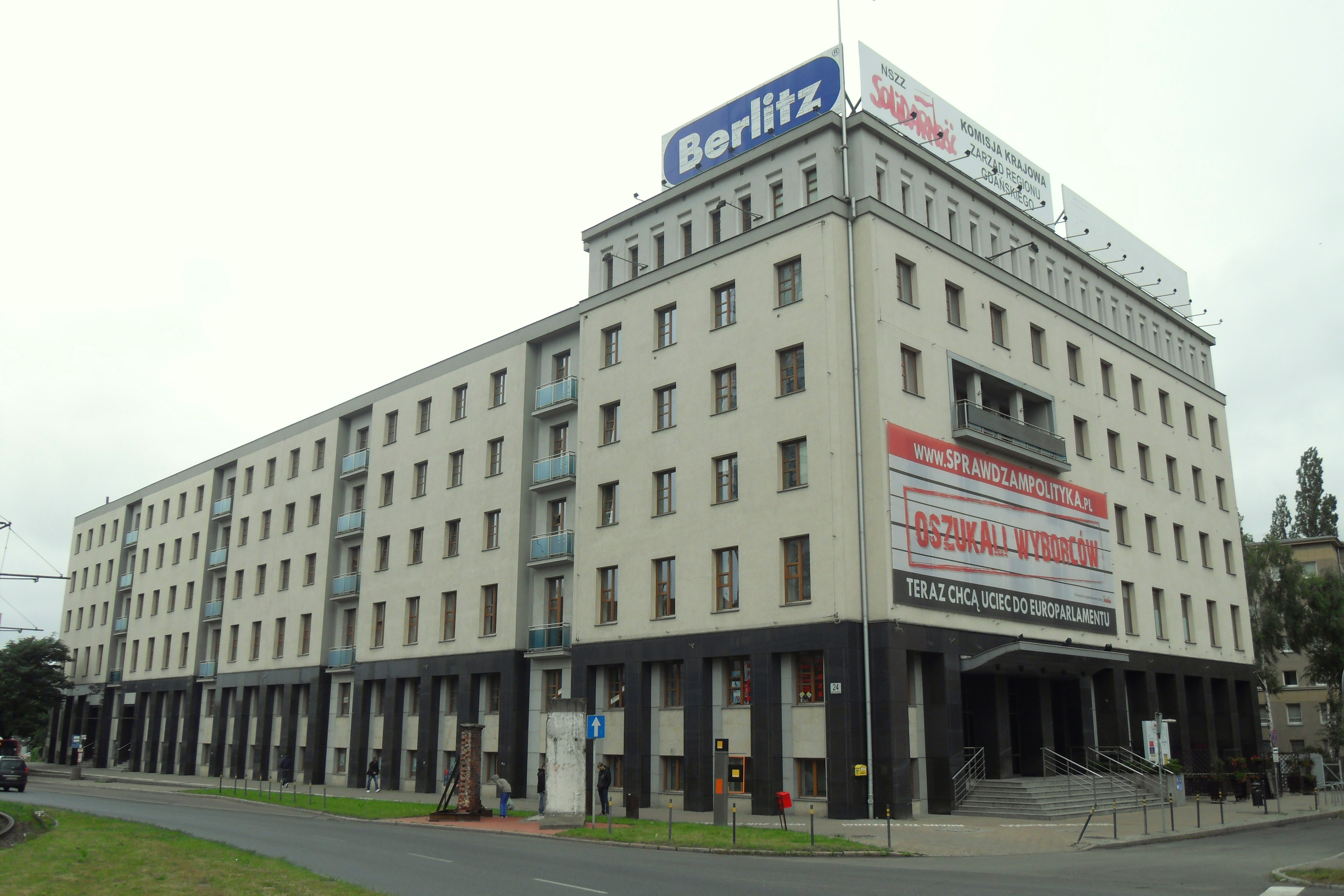
b. siedziba redakcji TiGM w Gdańsku przy ul. Wały Piastowskie 24 (1951–1952)

Budownictwo Okrętowe – wydawane w Gdańsku i Gdyni w latach 1956–2005 czasopismo naukowo-techniczne poświęcone okrętownictwu, epizodycznie całej gospodarce morskiej.

## Historia
Okres swojej prosperity miesięcznik „Budownictwo Okrętowe” przeszedł w latach 1956–1990, kiedy był organem Sekcji Okrętowców Stowarzyszenia Inżynierów i Techników Mechaników Polskich – SIMP.
W 1990 „Budownictwo Okrętowe” połączono z wydawanym dotychczas przez Wydawnictwo Morskie mies. „Technika i Gospodarka Morska” (1951–1989), wcześniej „Technika Morza i Wybrzeża” (1946–1951) oraz „Gospodarka Morska” (1951–1989), tworząc nowy tytuł „Budownictwo Okrętowe i Gospodarka Morska” (1990–2003), dalej wydawany przez SIMP. Później idea wydawnicza była kontynuowana przez wydawnictwo Okrętownictwo i Żegluga w Gdańsku, które powróciło do wcześniejszego tytułu „Budownictwa Okrętowego” (2003–2005). Łącznie opublikowano 550 numerów czasopisma „Budownictwo Okrętowe”, oraz 457 numerów „Techniki i Gospodarki Morskiej”.
W 2001 za dokonania dla Gdańska, szczególnie za wkład poznawczo-informacyjny i rozwojowy w gospodarkę morską wydawnictwo „Budownictwo Okrętowe i Gospodarka Morska” zostało uhonorowane Medalem Księcia Mściwoja II.

## Rozszerzenie formuły
W 2006 tenże wydawca rozszerzając jego formułę oraz chcąc nawiązać do wydawanego przez lata czasopisma „Morze” (1924–2000) zmienił jego tytuł na „Nasze Morze” (2006–2012).
W Warszawie był wydawany przez Zespół Badań i Analiz Militarnych Sp. z o.o. dwumiesięcznik „Morza i Okręty” (2015–2016), któremu w 2017 zmieniono tytuł na „Morze”.

## Redaktorzy naczelni redakcji Budownictwa Okrętowego
- 1956–1959 – Tadeusz Prechitko, p.o. (1913–1982)
- 1959–1972 – Stefan Czarnecki (1912–1975)
- 1972–1976 – prof. Lech Kobyliński (1923–2022)
- 1976–1992 – doc. Zbigniew Leszek Grzywaczewski (1920–1992)
- 1992–1993 – Mieczysław Sokołowski
- 1994–1995 – Jerzy Model (1935–)
- 1995–2003 – Henryk Spigarski (1937–2016)
- 2003– Piotr B. Stareńczak
- 2003–2005 – Grzegorz Landowski (1966–)

## Redaktorzy naczelni redakcji Techniki i Gospodarki Morskiej
- 1951–1953 – prof. Stanisław Hückel (1911–1980)
- 1953–1981 – prof. Czesław Wojewódka (1927–1994)
- 1981–1989 – prof. Stanisław A. Szwankowski (1940–2011)

## Siedziba redakcji Budownictwa Okrętowego
Pierwsza mieściła się w Gdańsku przy ul. Kniewskiego 4 (ob. Sobótki) (1956–1957), ul. Wały Jagiellońskie 38 (1957–1973), w Domu Ekonomisty PTE przy Długim Targu 46–47 (1973–1975), w Domu Technika NOT przy ul. Rajskiej 6 (1975–1992), w Gdyni przy ul. Śląskiej 12 (1992–2002), ul. Przebendowskich 3 (2003), ponownie w Gdańsku przy ul. Na Ostrowiu 1 (2003–2005).

## Siedziba redakcji Techniki i Gospodarki Morskiej
Początkowo działała w Gdańsku przy ul. Wały Piastowskie 24 (1951–1952), al. Wojska Polskiego 13 (1952–1953), w Gdyni przy al. Waszyngtona 34 (1954–1968), ponownie w Gdańsku w budynku Wydawnictwa Morskiego przy ul. Szerokiej 38/40 (1968–1989).